# Microlophus atacamensis
Microlophus atacamensis, el lagarto corredor de Atacama, es una especie de lagarto endémica de Chile.

## Comportamiento y ecología
Las características de supervivencia, como la termorregulación y la migración, se basan únicamente en el comportamiento de Microlophus atacamensis. Al ser una criatura omnívora, tiene la opción de comer tanto plantas como animales que habitan el norte de Chile. Dependiendo de la población específica de Microlophus atacamensis, puede residir en la región más septentrional del norte de Chile y depender más de algas para su dieta en lugar de Diptera (moscas), como lo harían en la mayor parte de las poblaciones más al sur.
Los niveles de termorregulación también sugieren patrones de comportamiento, ya que M. atacamensis no solo toma el sol para retener el calor, sino que también cambia la forma de su cuerpo u orienta su plano corporal de manera perpendicular al sol. Por lo tanto, ello prueba que M. atacamensis puede hacer ajustes de comportamiento para aumentar las tasas de calentamiento.

## Control de autoridades
- Esta obra contiene una traducción  derivada de «Microlophus atacamensis» de Wikipedia en inglés, publicada por sus editores bajo la Licencia de documentación libre de GNU y la Licencia Creative Commons Atribución-CompartirIgual 4.0 Internacional.

- Datos: Q3005322
- Multimedia: Microlophus atacamensis / Q3005322
- Especies: Microlophus atacamensis